# Cybianthus parvifolius
Cybianthus parvifolius là một loài thực vật có hoa trong họ Anh thảo. Loài này được Schltdl. mô tả khoa học đầu tiên năm 1853.